# 左唐
左唐（1477年—1521年），字堯卿，直隸揚州府江都縣人，明朝政治人物，是第一位猶太進士。

## 生平
弘治八年（1495年）乙卯科應天府鄉試第十八名，弘治九年（1496年）聯捷丙辰科第二甲第八名進士。历官户部郎中，正德四年（1509年）七月升四川布政司右参议，养病。七年闰五月復除广西右参议，丁忧归。十二年五月復除广西，十四年八月升轉本司左參政，调任廣東。正德十六年十一月，与前右布政使邵蕡盗侵公藏被發覺，命逮问如律。寻绝食而死。

## 家族
曾祖左仲銘；祖父左文；父左宣，監生。母曾氏；繼母張氏。

## 文章
- 《尊崇道经寺记》

赐进士出身朝列大夫四川布政司右参议江都左唐撰文。赐进士出身征仕郎户科给事中前翰林院庶吉士淮南高洘书丹。赐进士出身征仕郎前吏科给事中维扬徐昂篆额。
尝谓经以载道，道者何？日用常行古今人所共由之理也。故大而三纲五常，小而事物细微，无物不有，无时不然，莫匪道之所寓。然道匪经无以存，经匪道无以行。使其无经，则道无载，人将贸贸焉莫知所之，卒至于狂谈而窈冥行矣。故圣贤之道，垂六经以诏后世，迄于今而及千万世矣。至于一赐乐业教，始祖阿耽，本出□□西域，稽之周朝，有经传焉。道经四部五十三卷，其理至微，其道至妙，尊崇如天。立是教者，惟阿无罗汉为之教祖，于是乜摄传经，为之师法。
厥后，原教自汉时入居中国，宋孝宗隆兴元年癸未，建祠于汴。元至元十六年己卯重建。其寺，古剎也，以为尊崇是经之所。业是教者，不止于汴，凡在天下业是教者，靡不尊是经而崇是道也。然教是经文字，虽与儒书字异，而揆厥其理，亦有常行之道，以其同也。是故道行于父子，父慈子孝；道行于君臣，君仁臣敬；道行于兄弟，兄友弟恭；道行于夫妇，夫和妇顺；道行于朋友，友益有信。道莫大于仁义，行之，自有恻隐羞恶之心。道莫大于礼智，行之，自有恭敬是非之心。道行于斋戒，必严必敬；道行于祭祖，必孝必诚；道行于礼拜，祝赞上天，生育万物，动容周旋之际，一本乎诚敬也。至于鳏寡孤独疲癃残疾者，莫不周恤赈给，俾不至于失所。贫而娶妻不得娶，与葬埋不能葬者，莫不极力相助。凡婚资丧具，无不举焉。
及至居丧禁忌荤酒，殡殓不尚繁文，循由礼制，一不信于邪术，下至权度斗斛轻重长短，一无所敢欺于人。求观今日，若进取科目而显亲扬名者有之，若布列中外而致君泽民者有之，或折冲御侮而尽忠报国者有之，或德修厥躬而善着于一乡者，亦有之矣。逮夫农耗于野公而公税以给，工精于艺而公用不乏，商勤于远而名著于江湖，贾志于守而获利于通方者，又有之矣。畏天命，守王法，重五伦，遵五常，敬祖风，孝父母，恭长上，和乡里，亲师友，教子孙，务本业，积阴德，忍小忿，戒饬劝勉之意，皆寓于斯焉。
呜呼！是经也，日用常行之道所著者有如此。是故天命率性，由此而全；修道之教，由此而入；仁义礼智之德，由此而存。若夫塑之以像态，绘之以形色者，徒事虚文，惊眩耳目，此则异端之说，彼固不足尚也。然而尊崇于经者，其知所本欤？道经相传，有自来矣。自开辟以来，祖师阿耽传之女娲，女娲传之阿无罗汉，罗汉传之以思哈各，啥各传之雅呵厥勿，厥勿传之十二宗派，宗派传之乜摄，乜摄传之阿呵联，呵联传之月束窝，束窝传之蔼子喇，于是祖师之教，灿然而复明。故凡业是教者，其惟以善为师，以恶为戒，朝夕警惕，诚意修身，斋戒节日，饮食可叵于经，而是矜是式，尊奉而崇信焉。则天休滋至，理惠罔愆，人人有德善之称，家家遂俯育之乐。
如此，则庶于祖教之意无所负，而尊崇之礼无少忒矣。刻石于寺，垂示永久，成知所自，俾我后人其慎念之哉。大明正德七年壬申孟秋甲子重建寺，俺李高维、扬金溥请《道经》一部，立二门一座，宁夏金润立牌亭一座，金锺修撰□亭，镌字□□□玺。